# Трептов-парк
Тре́птов-па́рк (нем. Treptower Park) — парк в восточной части Берлина на берегу Шпре в административном округе Трептов-Кёпеник (район Альт-Трептов). Сопостави́м расположенному на западе города Большому Тиргартену. Известен главным образом гигантским мемориалом в память о воинах Красной армии, павших в боях за Берлин.

## История

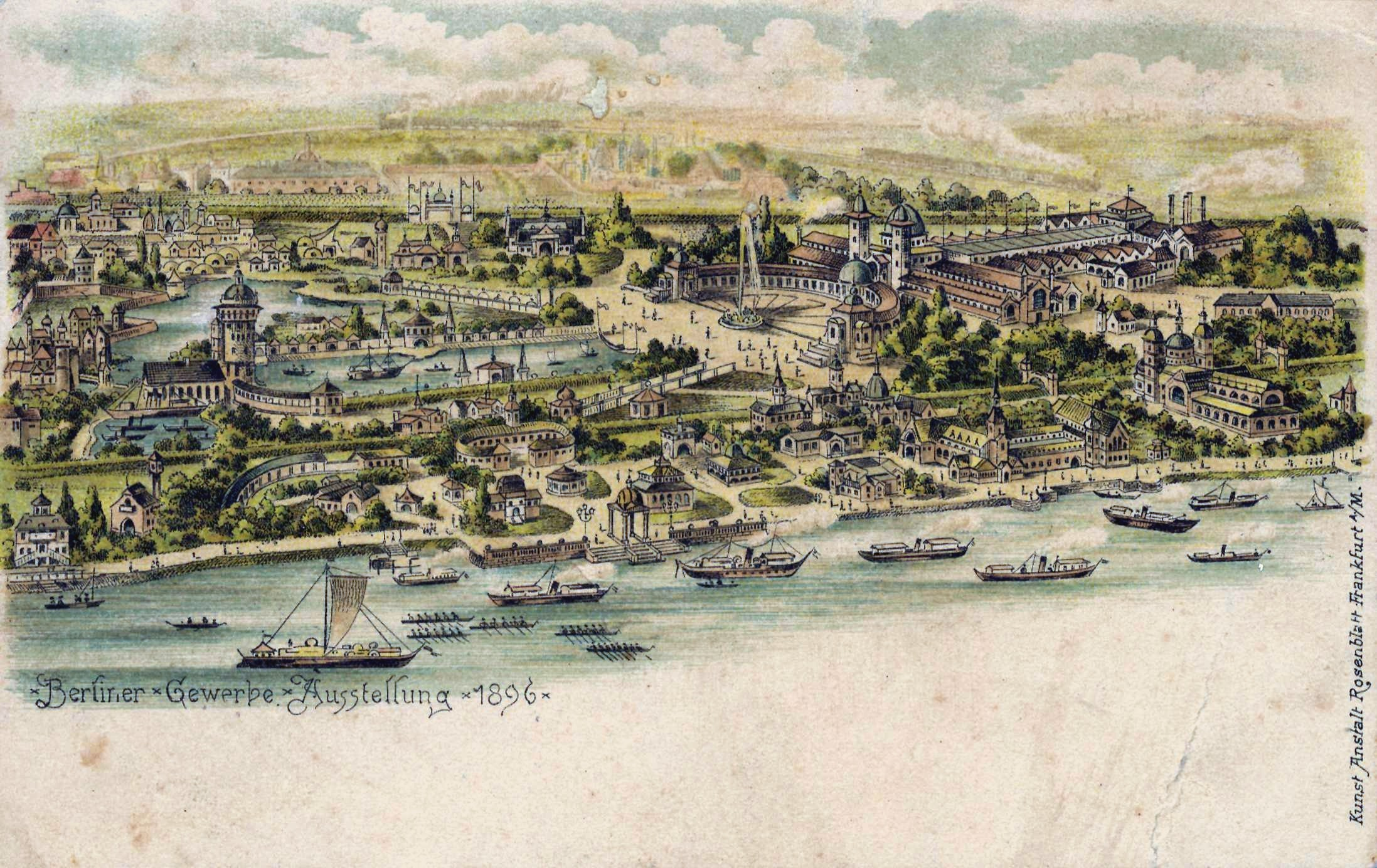
Вид на выставку ремёсел 1896 года

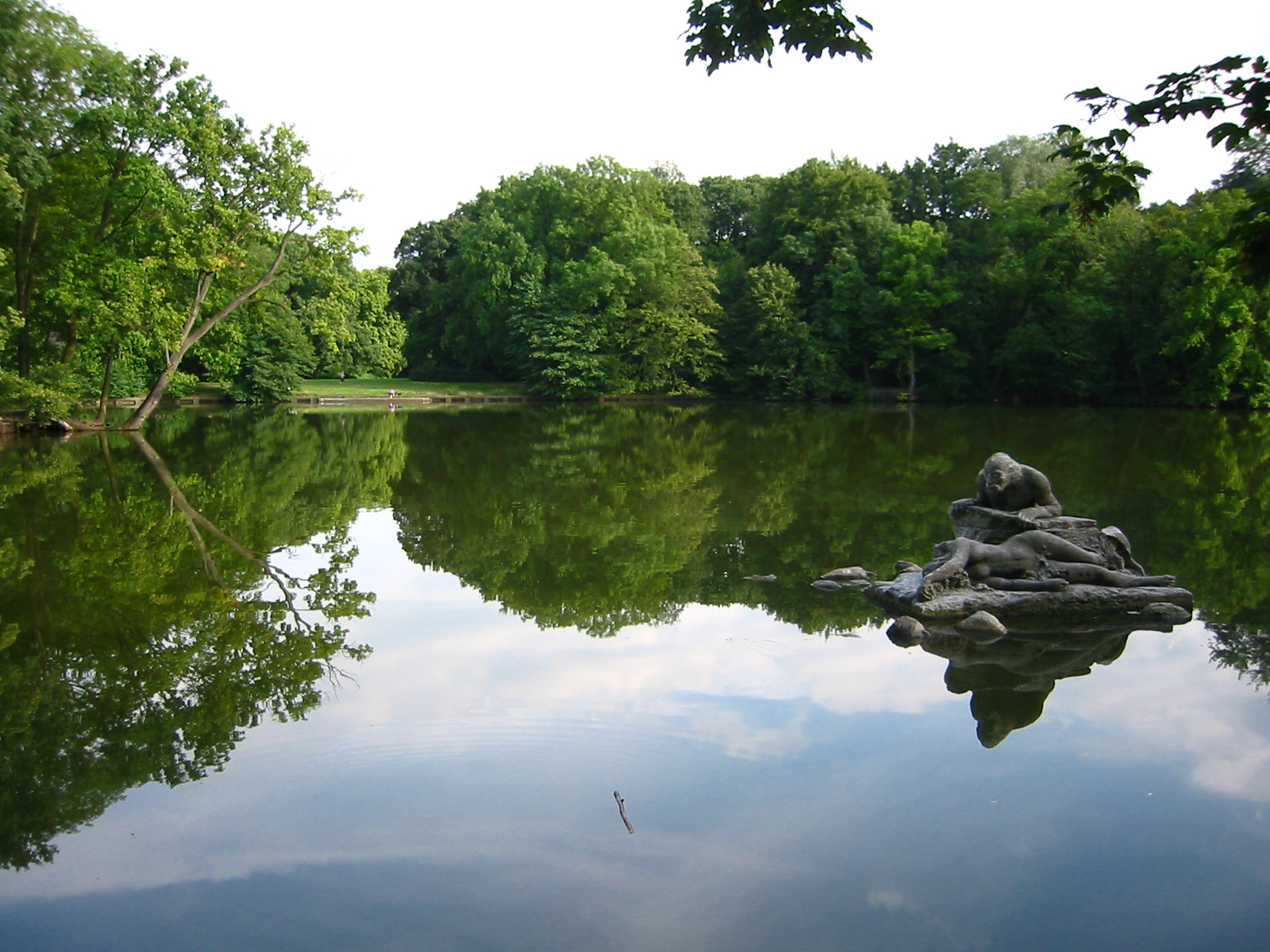
Пруд с карпами

Парк площадью 88,2 га был заложен в 1876—1888 годах по проекту директора городских садов Иоганна Генриха Густава Майера. Ранее на этом месте находились «упорядоченные насаждения деревьев в Трептове», основанные Иоганном Петером Паулем Буше. Расходы на возведение парка составили 1,2 млн марок. Трептов-парк стал народным парком, открытым для жителей города, что являлось новшеством для того времени. В центре парка находился большой луг в форме ипподрома для занятий играми и спортом длиной 250 м и 100 м шириной.
С 1 мая по 15 октября 1896 года в Трептов-парке проходила Берлинская промышленная выставка.
По окончании Второй мировой войны, в 1946—1949 годах, на территории парка создан самый крупный советский воинский мемориал за пределами СССР.
В 1957—1958 годах ландшафтный архитектор Георг Пниовер разбил в Трептов-парке сад подсолнечника, позднее в Трептов-парке появился и розовый сад в 25 тыс. розовых кустов. В парке установлены скульптуры, функционирует фонтан.

## Описание и положение
В северной части парк граничит с комплексом Treptowers, в который входит самое высокое офисное здание Берлина компании «Allianz SE», ставшее новым символом района. Между Treptowers и парком располагается станция Трептов-парк кольцевой железной дороги Берлина. На юго-востоке парк граничит с районом Плентервальд и бывшим парком развлечений Шпреепарк.
В ознаменование заслуг Густава Майера в создании парка в западной его части установлен его бюст работы скульптора Альберта Августа Манте.
В парке имеется пристань для прогулочных корабликов.

## Советский военный мемориал
На территории мемориала, воздвигнутого в ознаменование разгрома гитлеровского нацизма, погребено, по официальным данным, более 7200 советских военнослужащих, из них не опознано 4430 человек. В конце Великой Отечественной войны в апреле и мае 1945 года в Берлинской стратегической наступательной операции погиб 78 291 советский военнослужащий.
В 1946 году Советская военная администрация приняла решение о переоборудовании советских воинских захоронений в Берлине. Место было выбрано советским командованием и закреплено в приказе номер 134. Наряду с уже созданным в 1945 году мемориалом в Тиргартене, где находилось место погребения более 2000 советских солдат, были намечены дополнительные братские могилы для погибших военнослужащих Красной армии.
Таким образом возникли мемориалы в Трептов-парке и Панкове (Шёнхольце). 8 мая 1949 года в Трептове был торжественно открыт самый известный советский воинский мемориал за пределами Советского Союза. Значение мемориала выходит далеко за пределы Берлина и Германии. В центральной части парка на большом лугу находится фигура советского солдата, рассекающего мечом свастику, и со спасённым ребёнком на руке, которая является всемирно известным символом вклада Советского Союза в разгром гитлеровского фашизма (авторы: архитектор Яков Белопольский и скульптор Евгений Вучетич).
Для строительства использовали гранит из рейхсканцелярии Гитлера. Памятник является не абстрактным монументом, это памятник сержанту Николаю Масалову, реально спасшему немецкую девочку.
У входа в парк возвышается скульптура скорбящей женщины «Родина-мать», мемориальное поле между нею и центральным монументом комплекса с боков ограничивают два пилона в форме стилизованных знамён и по восемь саркофагов с изображающими страницы истории Великой Отечественной войны рельефами.

### Братское захоронение
В 1946—1947 году при строительстве мемориала состоялось перенесение останков советских воинов, погибших в боях за Берлин из многочисленных братских могил, располагавшихся по всему городу, в три главные локации, на которых были возведены крупные мемориалы. В Трептов-парк было перезахоронено более 7000 тел, из них более половины неизвестных. На мемориале нет ни одной фамилии захороненных, но в Сенате Берлина хранится Книга Памяти со списком известных имён и фамилий похороненных. Второй более полный экземпляр такой книги хранится в Вюнсдорфе.
Сами основные братские захоронения фактически производились на возвышенных боковых платановых аллеях мемориала, в то время как центральные пять газонов играют символическую роль братских могил, так как из-за высокого уровня грунтовых вод массовые братские захоронения на месте находившегося здесь ранее пруда оказались невозможны. Специально в начале площади по оси мемориала на возвышении была оборудована только небольшая фактическая могила — «Могила Героев», где были вместе символически захоронены четыре солдата и офицера, один из которых Герой Советского Союза.

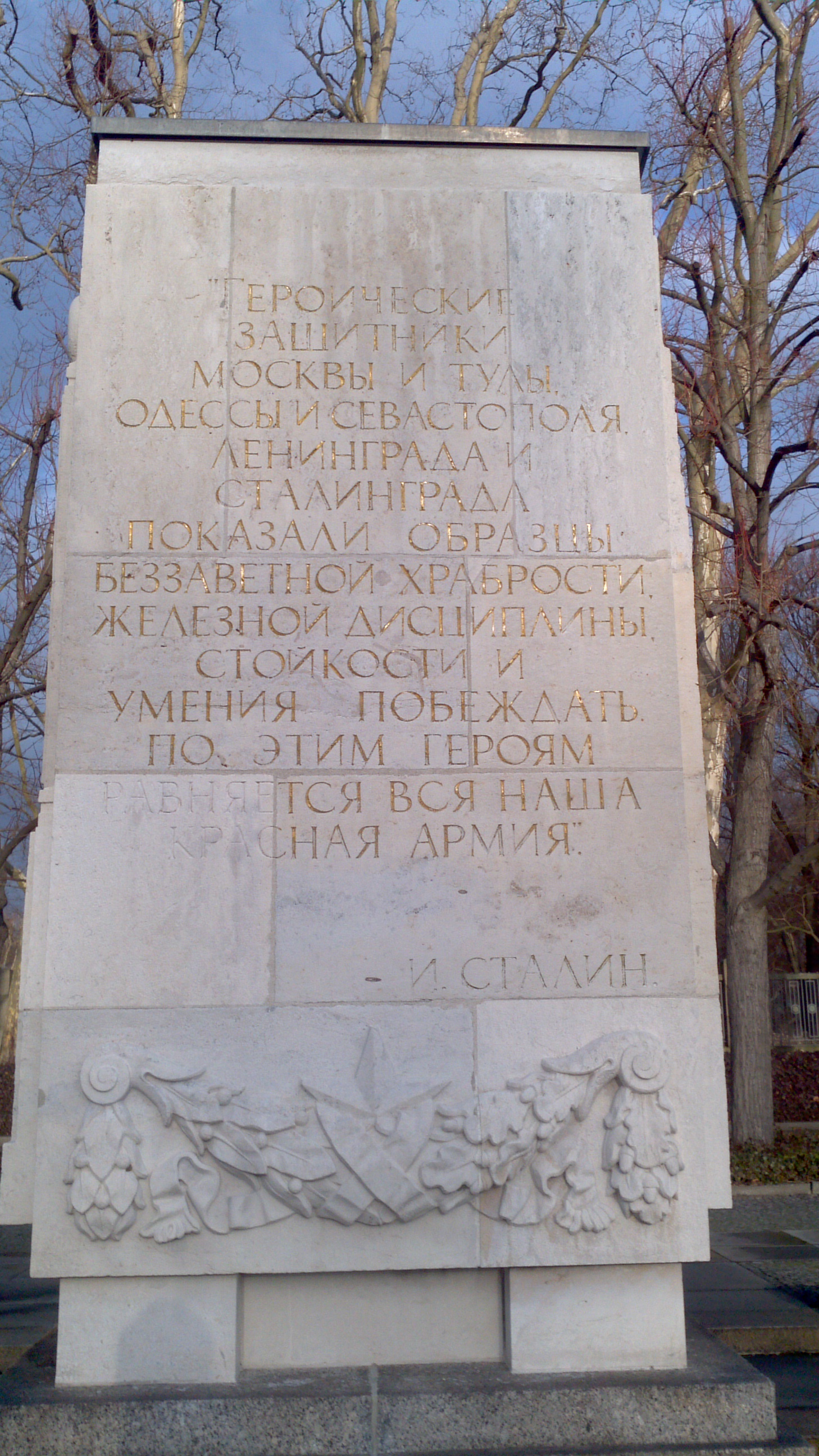
Монумент в Трептов-парке
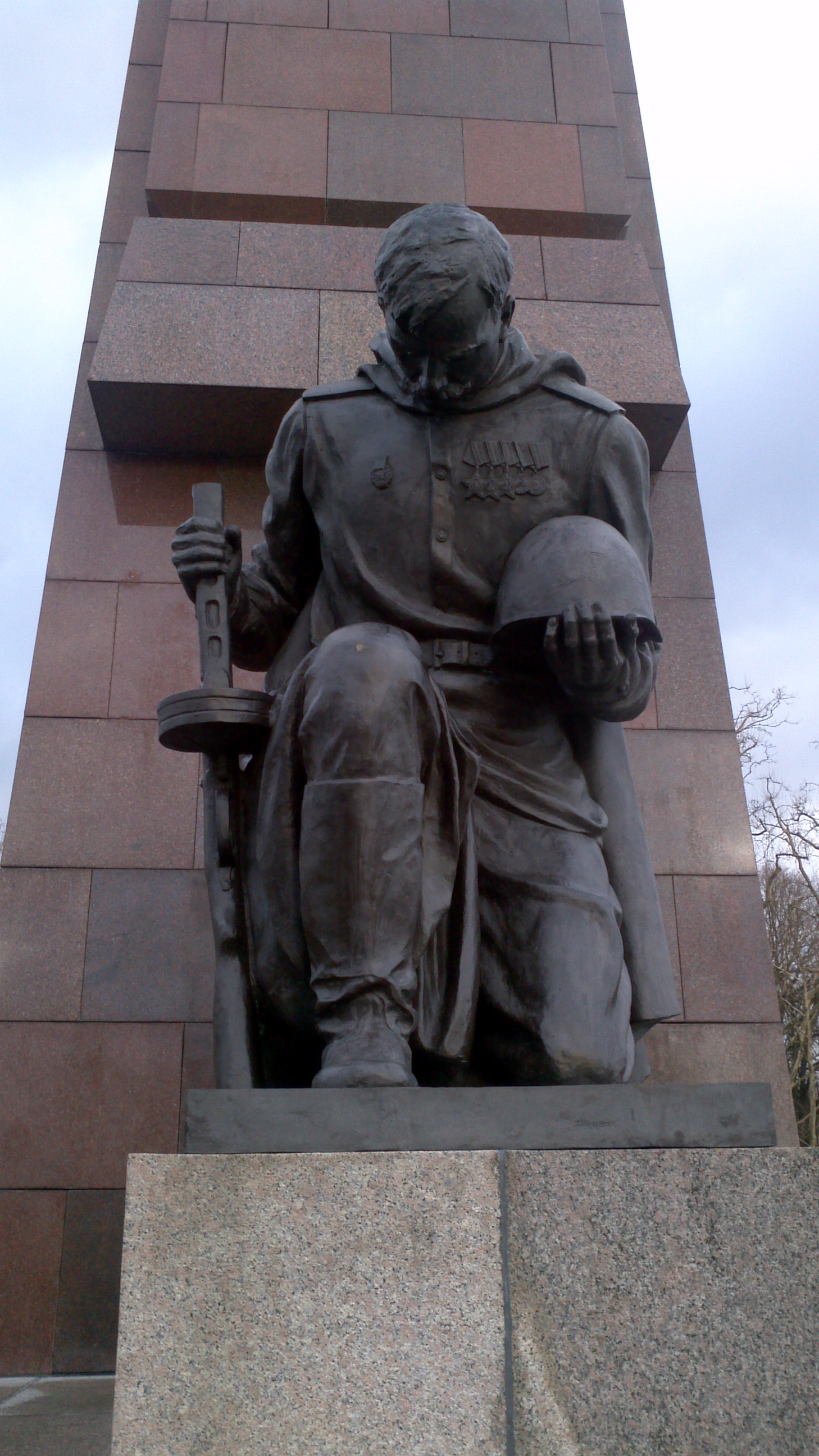
Монумент советскому солдату в Трептов парке
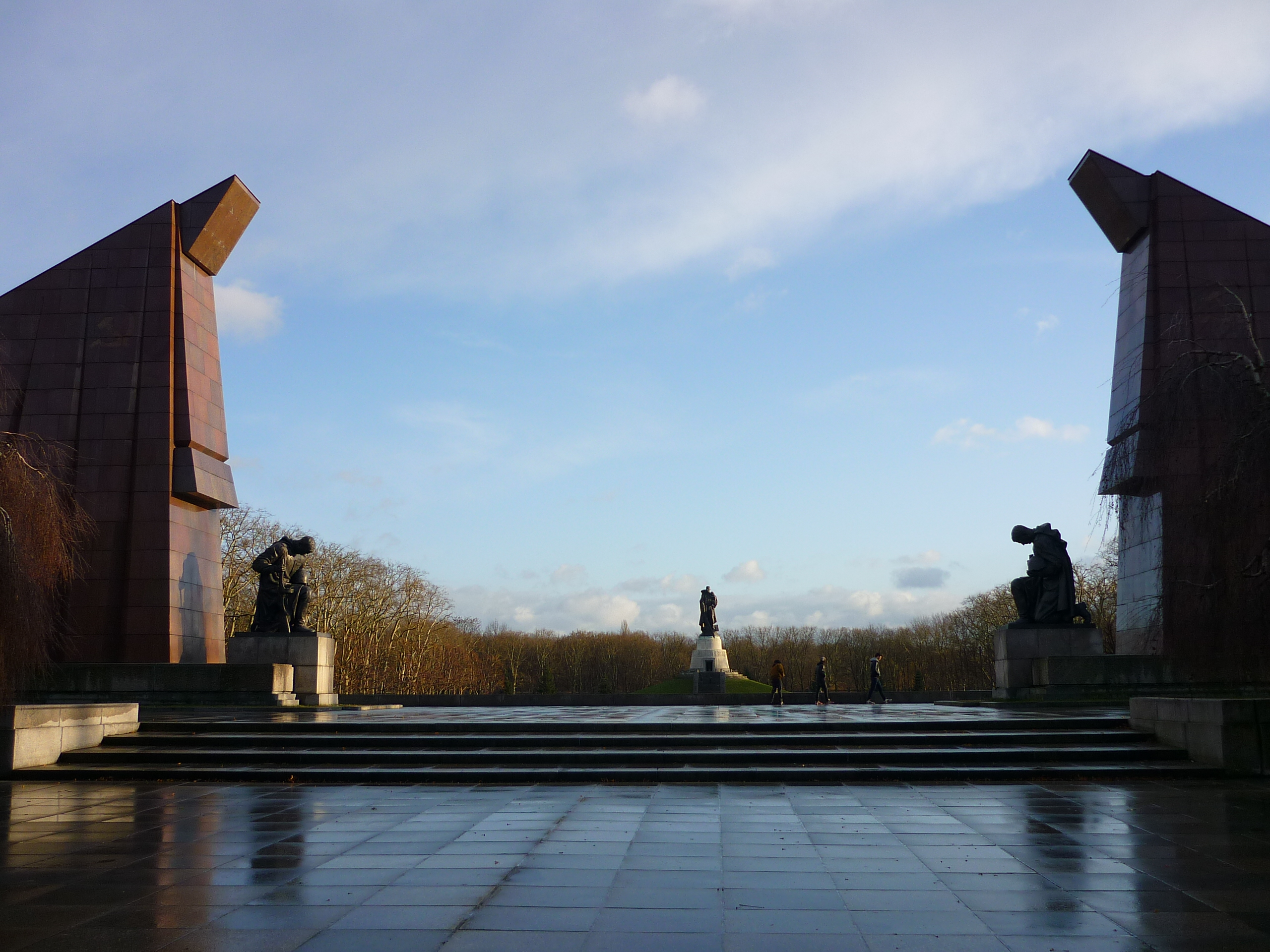
Вид на советский воинский мемориал в Трептов-парке
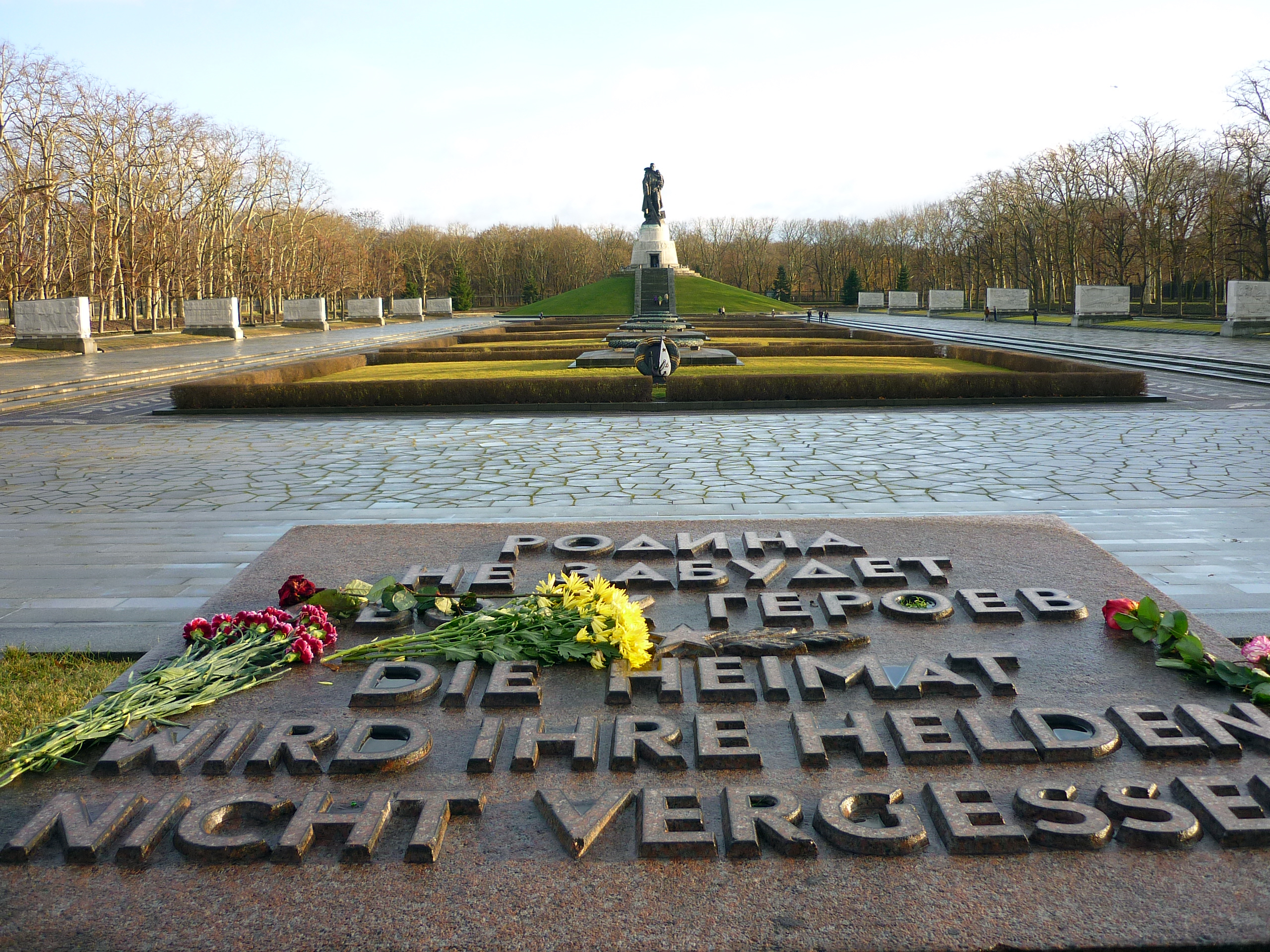
Вид на скульптуру воина-освободителя в Трептов-парке
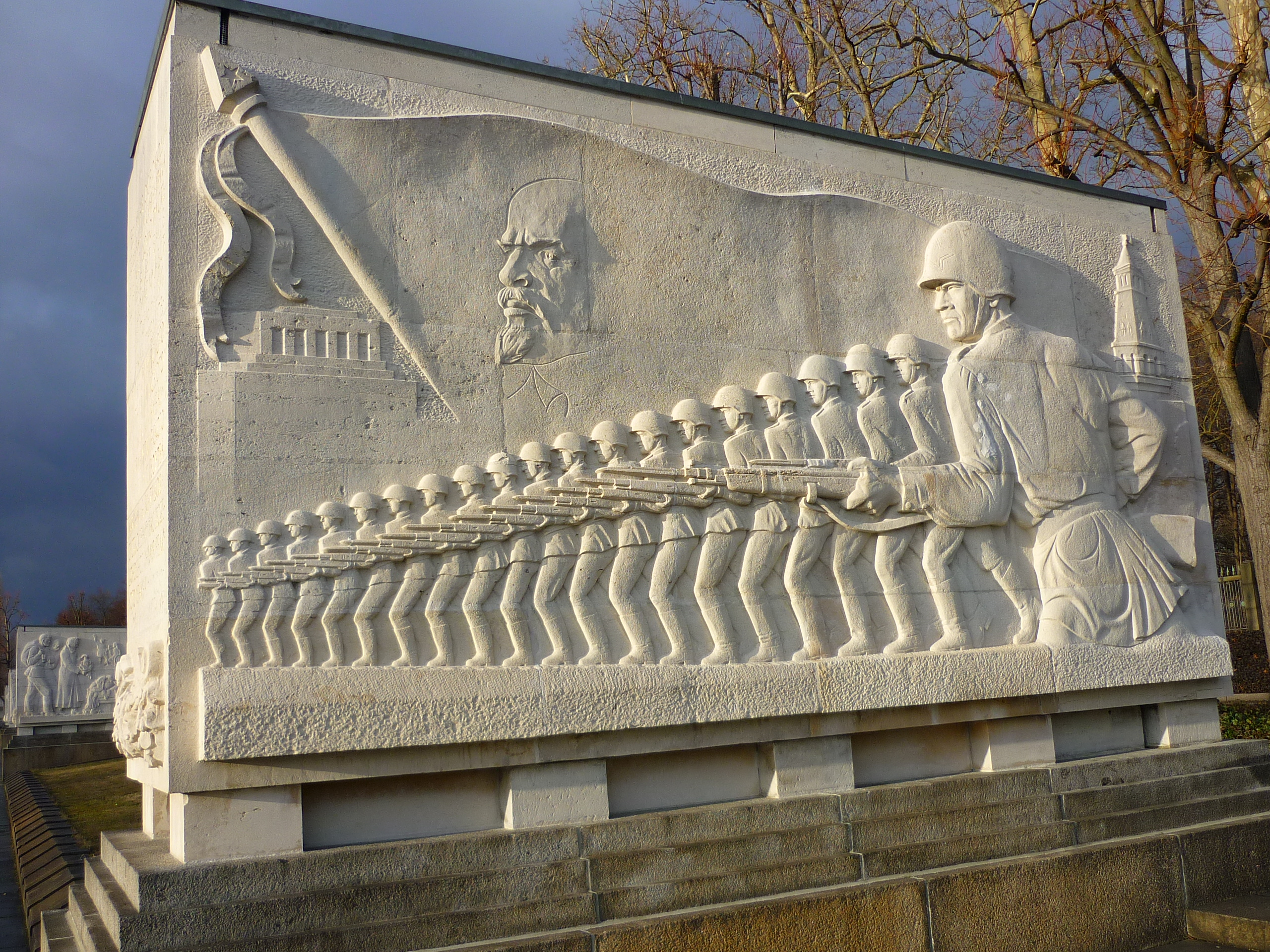
Монумент советским солдатам в Трептов-парке
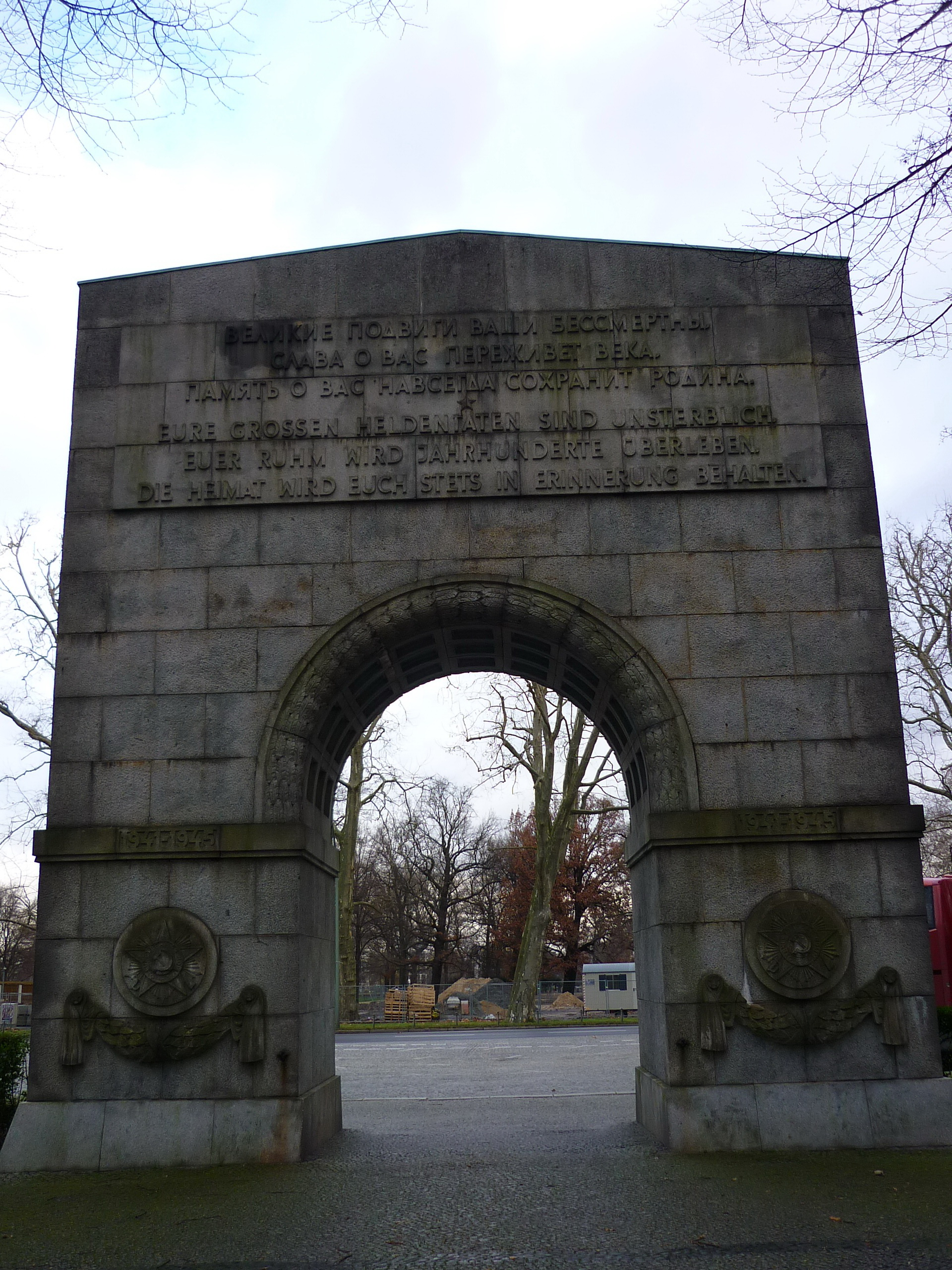
Арка на одном из входов в Трептов-парк
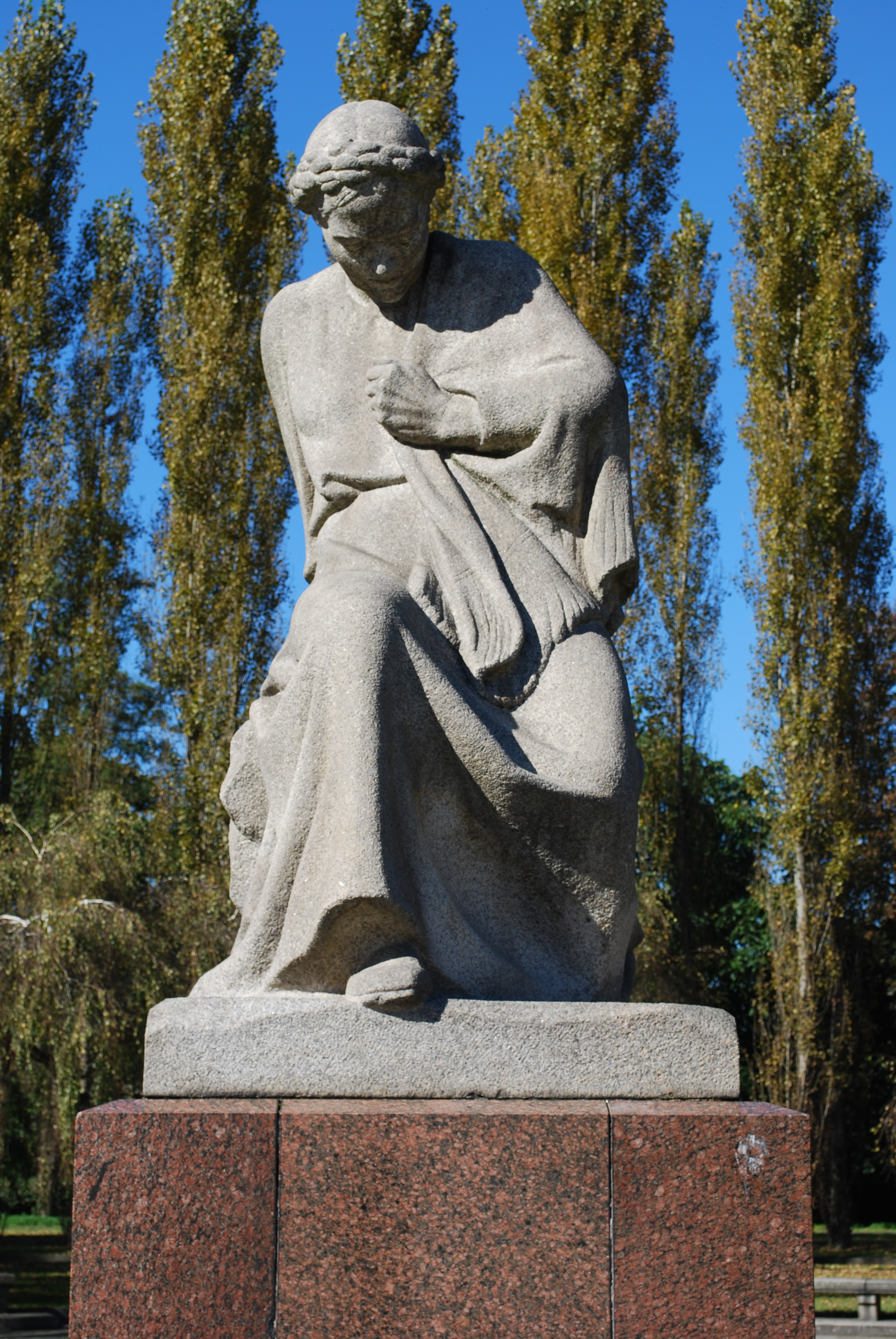
Монумент «Родина-мать» в Трептов-Парке
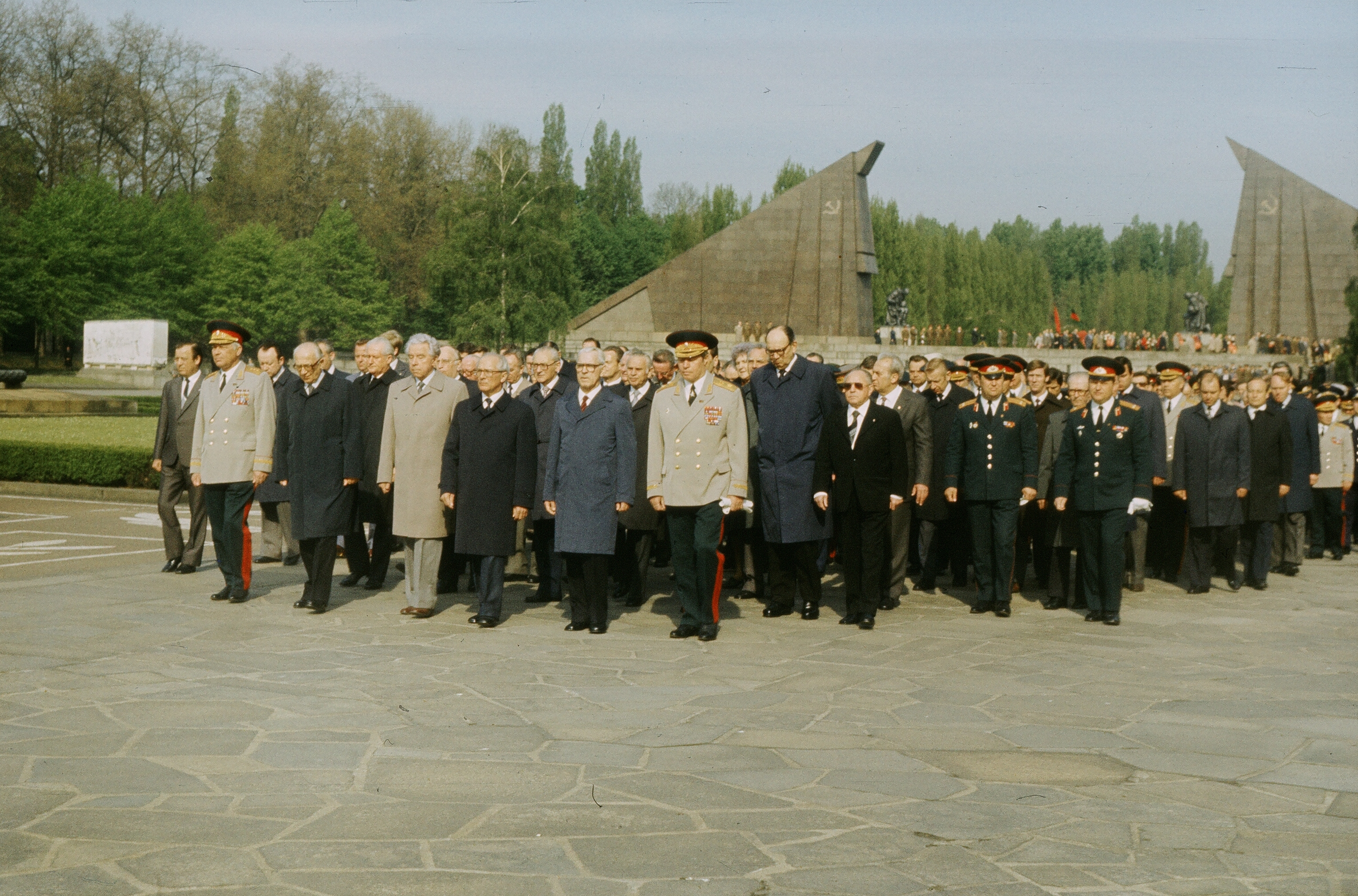
Мемориал советским воинам в Трептов-парке. Э. Хонеккер. 9 мая 1982
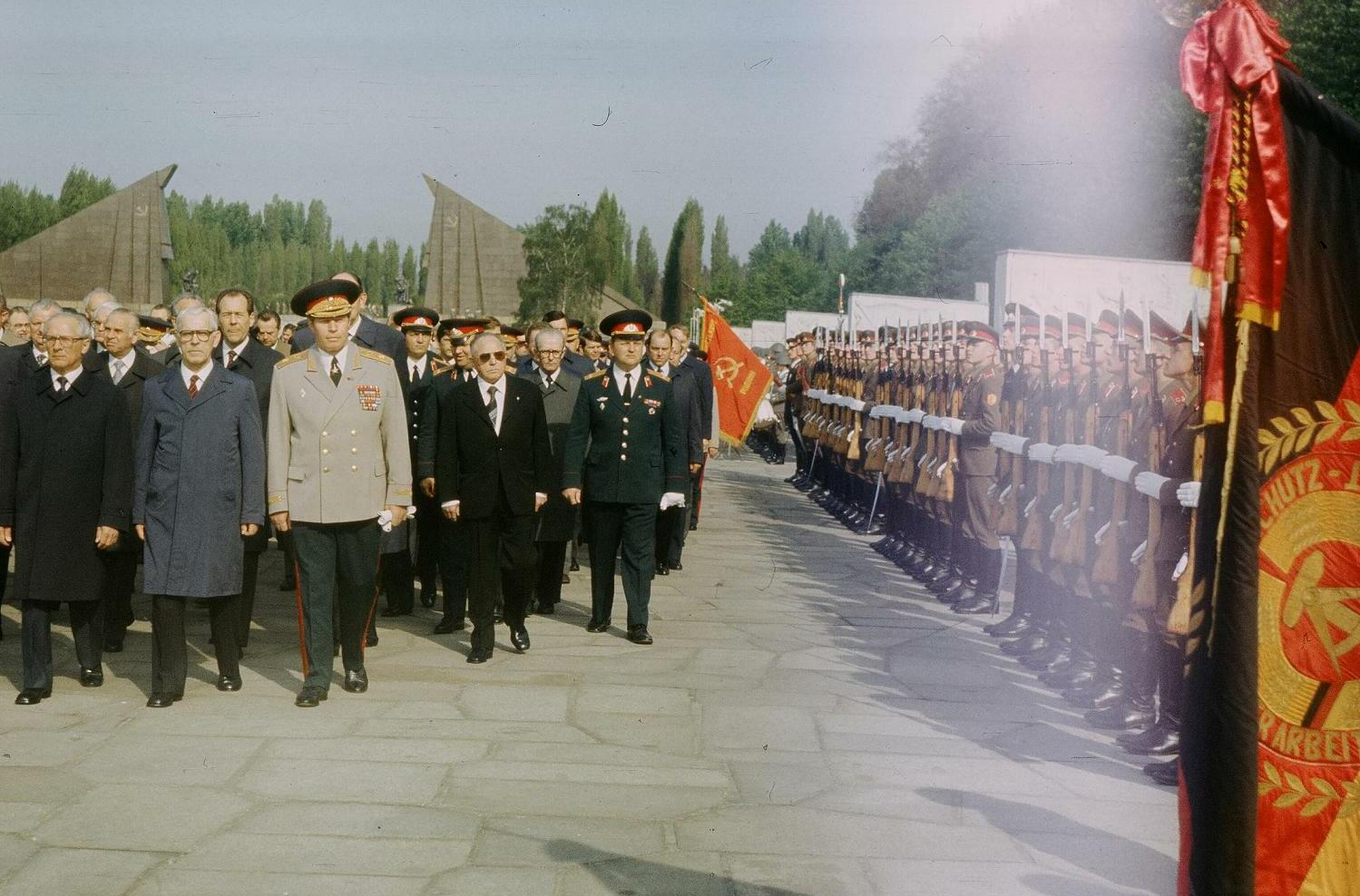
На возложении венков в Трептов-парке встречает рота почётного караула от 6-й ОМСБр. Берлин. 1982
Руководители ГДР, ГСВГ и Посольства СССР на возложении венков. Берлин 1982